# Consejo de Administradores de Programas Antárticos Nacionales
El Consejo de Administradores de Programas Antárticos Nacionales (COMNAP) fue creado en 1988. Es la asociación internacional que reúne a todos los programas nacionales antárticos del mundo, con el objetivo de promocionar las mejores prácticas para apoyar la investigación científica en el continente antártico.
Cada signatario del Tratado Antártico normalmente establece un Programa Nacional para trabajar en el continente blanco, el cual se efectúa bajo responsabilidad nacional, en apoyo a la investigación científica en el área del Tratado Antártico, a nombre de sus respectivos gobiernos y en el espíritu del Tratado. 
En la actualidad COMNAP converge los programas antárticos de 30 países de los cinco continentes.

## Propósitos
- Desarrollar y promover las mejores prácticas de apoyo a la actividad científica en el continente antártico.[3]
- Servir como foro para el desarrollo de prácticas que mejoren la efectividad de las actividades de una manera responsable con el medio ambiente.
- Facilitar y promocionar los acuerdos internacionales.
- Proveer de oportunidades y de sistemas para el intercambio de información.
- Proveer al Sistema del Tratado Antártico con consejos objetivos, prácticos, técnicos y apolíticos, surgidos de la experiencia acumulada de los programas nacionales antárticos.